# ジェフリー・ハウウェレーウ
ジェフリー・ハウウェレーウ（Jeffrey Gouweleeuw、1991年7月10日 - ）は、オランダ・北ホラント州ヘームスケルク出身のプロサッカー選手。ブンデスリーガ・FCアウクスブルク所属。ポジションは、ディフェンダー。

## 経歴
SCヘーレンフェーンの下部組織出身。2010年にトップ昇格し3シーズンプレー。
2013年5月にAZアルクマールに移籍、5年契約を結んだ 。
2015年8月からキャプテンに任命された。
2016年1月、FCアウクスブルクに移籍。